# ویلیام فریزر (کمپانی هند شرقی)

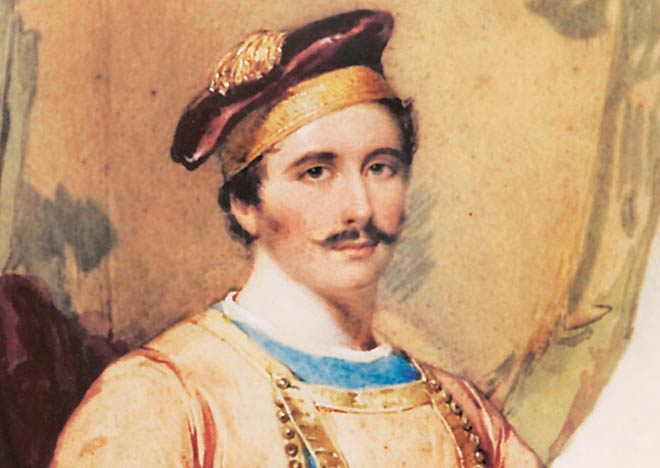
ویلیام فریز، ۱۸۰۶ نگاره هنری

ویلیام فریزر (به انگلیسی: William Fraser) (۱۷۸۴–۲۲ مارس ۱۸۳۵) یک کارمند (مأمور) انگلیسیِ هندِ بریتانیا بود که نماینده‌ای از سوی فرماندار کل هندوستان و کمیسیونرِ قلمروِ دهلی در زمان حکومت ابوالمظفر سراج‌الدین محمد بهادرشاه ظفر آخرین امپراتور مغولی هند در هندوستان بود.

## زندگی‌نامه
خانهٔ تک طبقهٔ او، با یک ساختار ساده در رنگ زرد لیمویی در نزدیکی منطقهٔ دروازه کشمیر دهلی، پشت کلیسای سنت جیمز قرار داشت.
او در روز ۲۲ مارس ۱۸۳۵ در نزدیکی خانه‌اش توسط کوریم خان؛ یک قاتل حرفه‌ای اجیرشده از سوی نواب شمس‌الدین احمدخان، از شهر فرازپور جیرکا، با شلیک یک کارابین (تفنگ لوله کوتاه سبک) هدف قرار گرفت و در دم درگذشت. نواب شمس‌الدین احمدخان، حاکم لوتارو و (فیروزپور Firozpur) جیرکا و پدر شاعر مشهور مغول، (داغ دهلوی Daagh Dehlvi) در رابطه با این قتل به دار آویخته شد. مرگ او در کتاب دهلی (۱۸۴۴) سر توماس متکالف، نمایندهٔ بعدی در دادگاه امپراتوری مغول، ذکر شده‌است.
او ابتدا در محل دفن محلی شد و پس از آن به کلیسای سنت جیمز، دهلی توسط سرهنگ جیمز اسکینر، که کلیسا را در سال ۱۸۳۶ ساخته بود، انتقال داده شد. در حال حاضر ویلای خانهٔ فریزر دفتر سرمهندسی نورتن ریل‌وی است و ورود به آن محدودیت دارد. ویلیام دالریمپل مؤلف کتاب (شهر جن‌ها City of Djinns) می‌گوید که او خود در سال ۱۹۹۴ از آنجا بازدید کرده‌است.